# Saint-Laurent-de-Cerdans
Pour les articles homonymes, voir Saint-Laurent et Cerdan.
Saint-Laurent-de-Cerdans  (Sant Llorenç de Cerdans, en catalan) est une commune française, située dans le sud du département des Pyrénées-Orientales en région Occitanie. Sur le plan historique et culturel, la commune est dans le Vallespir, ancienne vicomté (englobée au Moyen Âge dans la vicomté de Castelnou), rattachée à la France par le traité des Pyrénées (1659) et correspondant approximativement à la vallée du Tech, de sa source jusqu'à Céret.
Exposée à un climat méditerranéen altéré, elle est drainée par le Tech, la rivière d'el Terme, la rivière de Saint-Laurent, la rivière de la Fou et par divers autres petits cours d'eau. La commune possède un patrimoine naturel remarquable : un site Natura 2000 (« le Tech ») et une zone naturelle d'intérêt écologique, faunistique et floristique.
Saint-Laurent-de-Cerdans est une commune rurale qui compte 1 020 habitants en 2022, après avoir connu un pic de population de 3 023 habitants en 1906. Ses habitants sont appelés les Laurentins ou  Laurentines.

## Géographie

### Localisation
La commune de Saint-Laurent-de-Cerdans se trouve dans le département des Pyrénées-Orientales, en région Occitanie et est frontalière avec l'Espagne (Catalogne).
Elle se situe à 42 km à vol d'oiseau de Perpignan, préfecture du département, à 16 km de Céret, sous-préfecture, et à 11 km d'Amélie-les-Bains-Palalda, bureau centralisateur du canton du Canigou dont dépend la commune depuis 2015 pour les élections départementales.
La commune fait en outre partie du bassin de vie d'Amélie-les-Bains-Palalda.
Les communes les plus proches sont : 
Coustouges (3,6 km), Serralongue (4,9 km), Le Tech (6,3 km), Montferrer (7,0 km), Arles-sur-Tech (8,1 km), Lamanère (8,1 km), Corsavy (9,5 km), Amélie-les-Bains-Palalda (11,1 km).
Sur le plan historique et culturel, Saint-Laurent-de-Cerdans fait partie du Vallespir, ancienne vicomté (englobée au Moyen Âge dans la vicomté de Castelnou), rattachée à la France par le traité des Pyrénées (1659) et correspondant approximativement à la vallée du Tech, de sa source jusqu'à Céret.

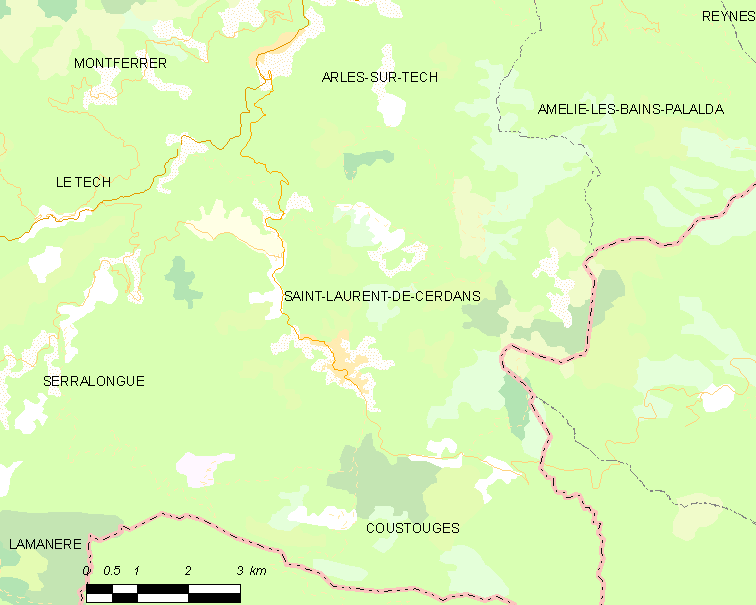
Situation de la commune

| Montferrer  | Arles-sur-Tech           | Amélie-les-Bains-Palalda              |
| Le Tech     | Saint-Laurent-de-Cerdans | Maçanet de Cabrenys (Espagne)         |
| Serralongue | Coustouges               | Albanyà (Espagne, par un quadripoint) |

### Géologie et relief

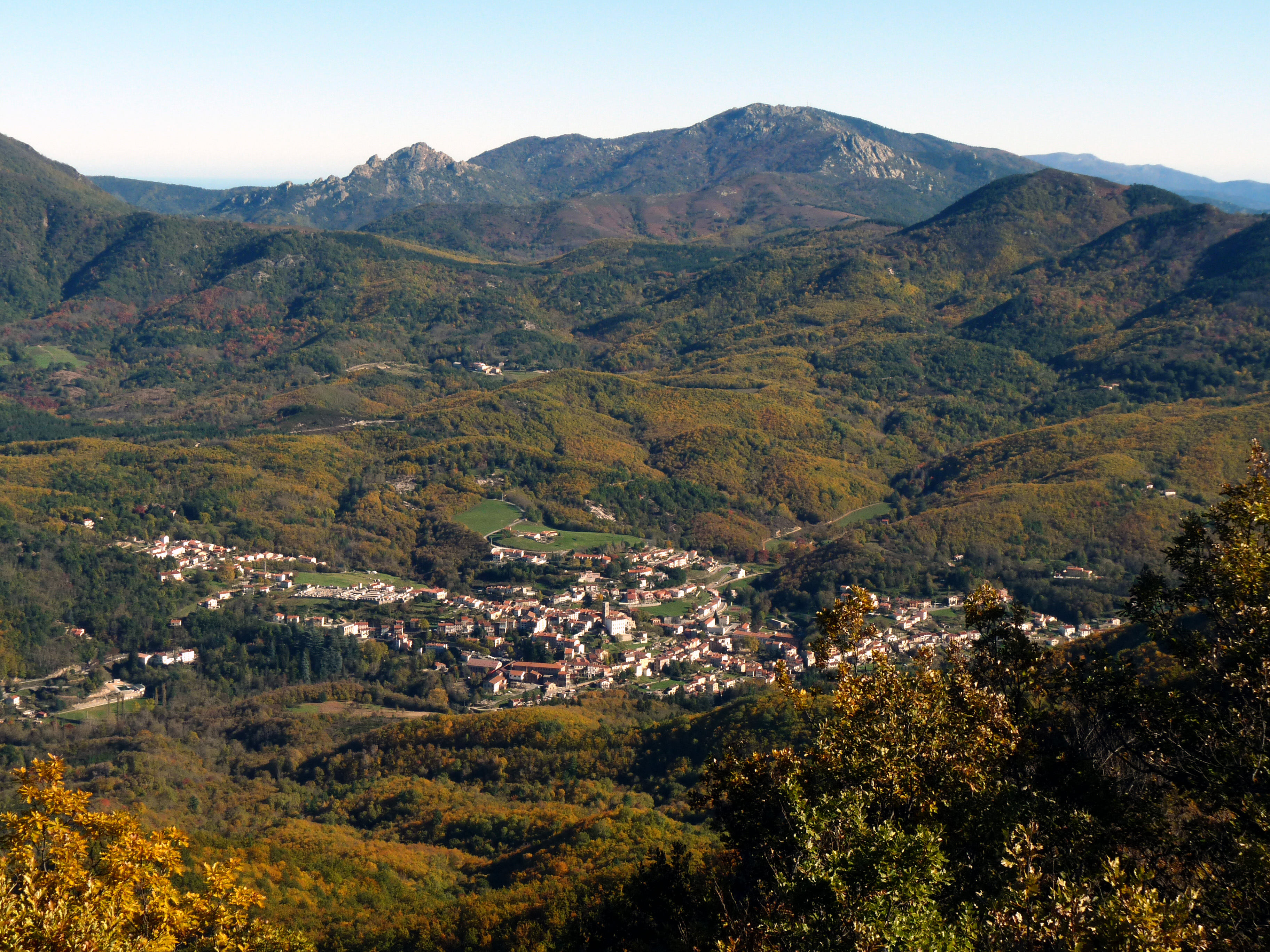
Saint-Laurent de Cerdans vu du Roc Cogull

La superficie de la commune est de 4 508 hectares. L'altitude de Saint-Laurent-de-Cerdans varie entre 382 et 1 305 mètres.
La commune est classée en zone de sismicité 4, correspondant à une sismicité moyenne.

### Hydrographie
La commune est traversée du sud-est au nord-ouest par la rivière de Saint-Laurent, un affluent de la rive droite du Tech, également appelée Quera ou Quère.

### Climat
Pour des articles plus généraux, voir Climat de l'Occitanie et Climat des Pyrénées-Orientales.
En 2010, le climat de la commune est de type climat méditerranéen altéré, selon une étude du CNRS s'appuyant sur une série de données couvrant la période 1971-2000. En 2020, Météo-France publie une typologie des climats de la France métropolitaine dans laquelle la commune est dans une zone de transition entre le climat de montagne et le climat méditerranéen et est dans la région climatique Pyrénées orientales, caractérisée par une faible pluviométrie, un très bon ensoleillement (2 600 h/an), un air sec, particulièrement en hiver et peu de brouillards.
Pour la période 1971-2000, la température annuelle moyenne est de 12 °C, avec une amplitude thermique annuelle de 14,8 °C. Le cumul annuel moyen de précipitations est de 903 mm, avec 6,1 jours de précipitations en janvier et 5,9 jours en juillet. Pour la période 1991-2020, la température moyenne annuelle observée sur la station météorologique la plus proche, située sur la commune de Serralongue à 5 km à vol d'oiseau, est de 12,7 °C et le cumul annuel moyen de précipitations est de 1 040,0 mm,. Pour l'avenir, les paramètres climatiques de la commune estimés pour 2050 selon différents scénarios d’émission de gaz à effet de serre sont consultables sur un site dédié publié par Météo-France en novembre 2022.

### Milieux naturels et biodiversité

#### Réseau Natura 2000

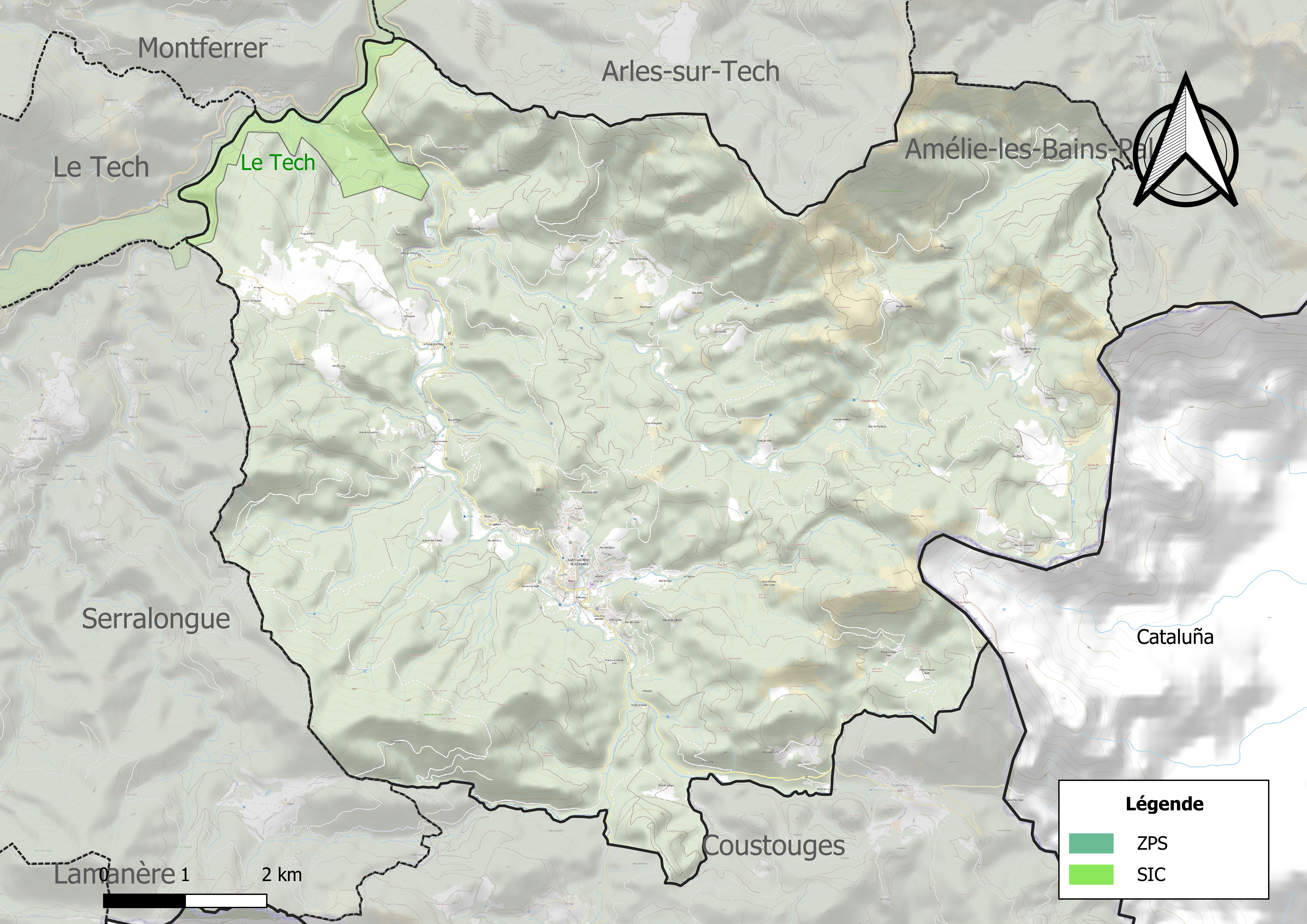
Site Natura 2000 sur le territoire communal.

Le réseau Natura 2000 est un réseau écologique européen de sites naturels d'intérêt écologique, défini à partir des directives Habitats et Oiseaux, constitué de zones spéciales de conservation (ZSC) et de zones de protection spéciale (ZPS).
Un site Natura 2000 a été défini sur la commune au titre de la directive Habitats : « le Tech », d'une superficie de 1 467 ha, hébergeant le Barbeau méridional qui présente une très grande variabilité génétique dans tout le bassin versant du Tech. Le haut du bassin est en outre colonisé par le Desman des Pyrénées.

#### Zones naturelles d'intérêt écologique, faunistique et floristique

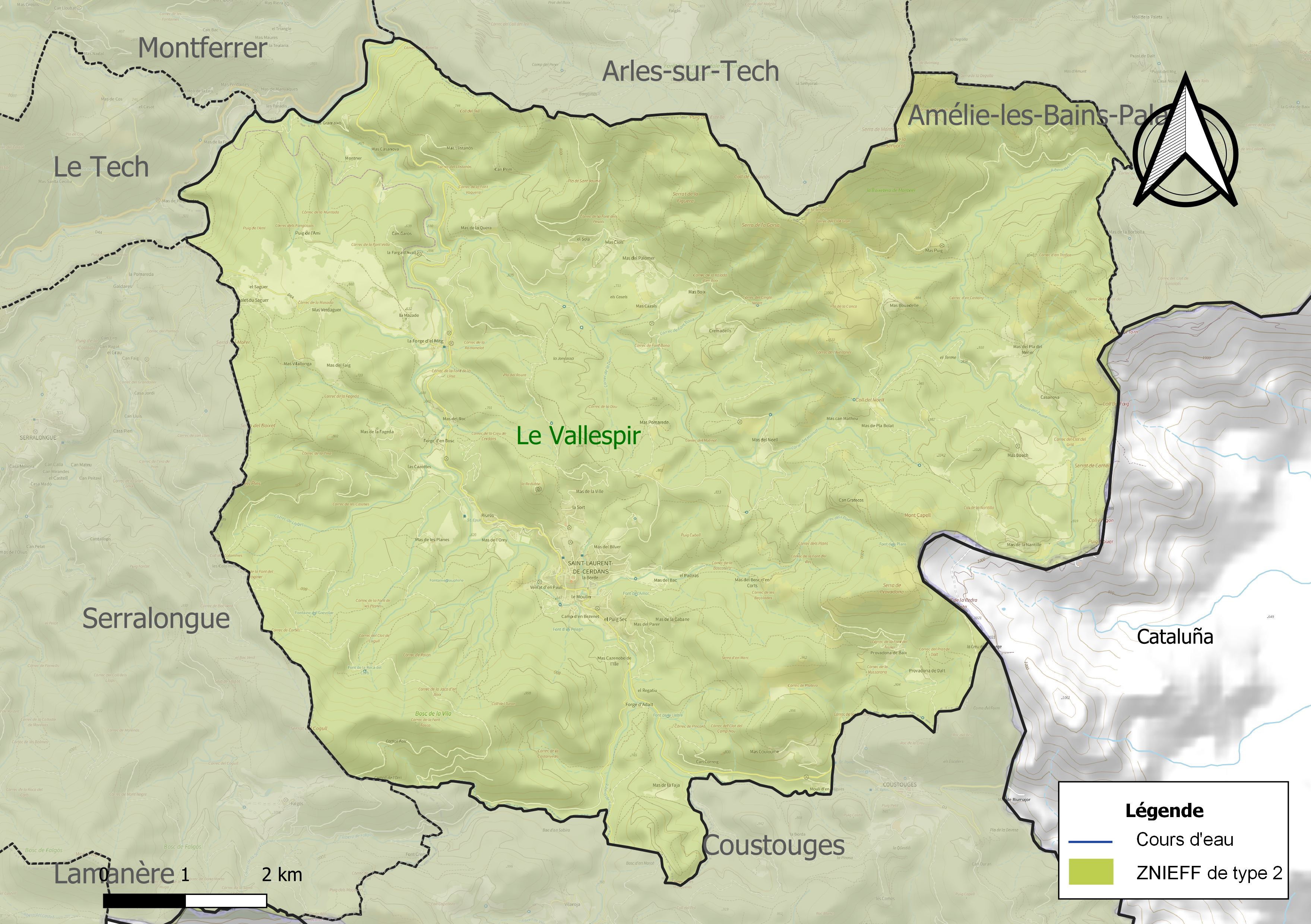
Carte de la ZNIEFF de type 2 localisée sur la commune.

L’inventaire des zones naturelles d'intérêt écologique, faunistique et floristique (ZNIEFF) a pour objectif de réaliser une couverture des zones les plus intéressantes sur le plan écologique, essentiellement dans la perspective d’améliorer la connaissance du patrimoine naturel national et de fournir aux différents décideurs un outil d’aide à la prise en compte de l’environnement dans l’aménagement du territoire.
Une ZNIEFF de type 2 est recensée sur la commune :
« le Vallespir » (47 344 ha), couvrant 18 communes du département.

## Urbanisme

### Typologie
Au 1er janvier 2024, Saint-Laurent-de-Cerdans est catégorisée commune rurale à habitat dispersé, selon la nouvelle grille communale de densité à sept niveaux définie par l'Insee en 2022.
Elle est située hors unité urbaine et hors attraction des villes,.

### Occupation des sols
L'occupation des sols de la commune, telle qu'elle ressort de la base de données européenne d’occupation biophysique des sols Corine Land Cover (CLC), est marquée par l'importance des forêts et milieux semi-naturels (90,6 % en 2018), une proportion sensiblement équivalente à celle de 1990 (89,9 %). La répartition détaillée en 2018 est la suivante : 
forêts (77,8 %), milieux à végétation arbustive et/ou herbacée (12,9 %), zones agricoles hétérogènes (5,8 %), terres arables (2 %), zones urbanisées (1,1 %), prairies (0,6 %). L'évolution de l’occupation des sols de la commune et de ses infrastructures peut être observée sur les différentes représentations cartographiques du territoire : la carte de Cassini (XVIIIe siècle), la carte d'état-major (1820-1866) et les cartes ou photos aériennes de l'IGN pour la période actuelle (1950 à aujourd'hui).

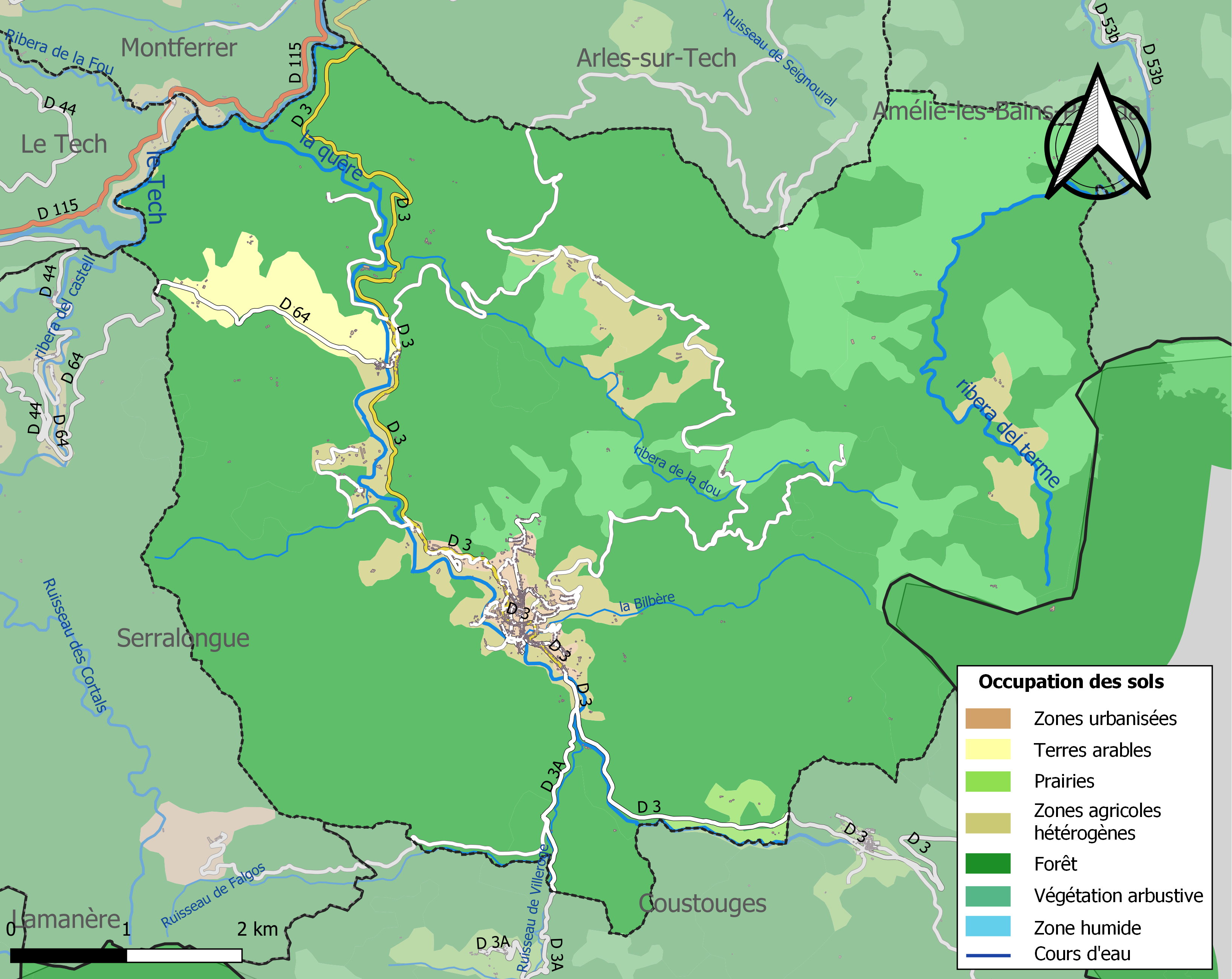
Carte des infrastructures et de l'occupation des sols de la commune en 2018 (CLC).

### Voies de communication et transports

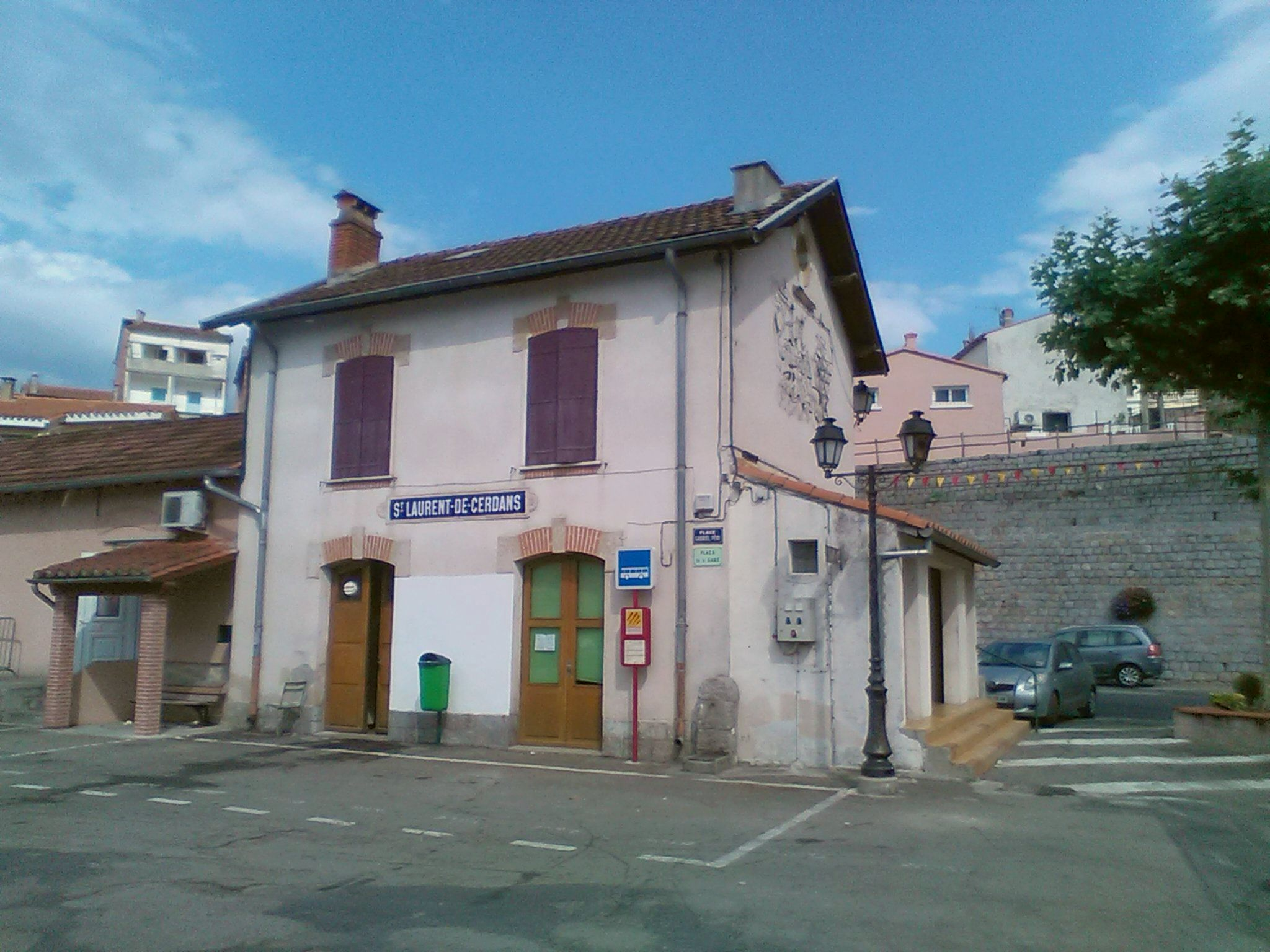
L'ancienne gare de Saint-Laurent-de-Cerdans

#### Voies routières
Saint-Laurent-de-Cerdans est traversée du nord au sud par la D 3. Celle-ci rejoint au nord la D 115 qui suit la vallée du Tech et au sud, côté espagnol, la GI-503 en direction de Maçanet de Cabrenys. La D 64 traverse la partie nord-ouest de la commune en direction de l'ouest vers Serralongue.

#### Voies ferroviaires
Un embranchement de la ligne de train d'Arles-sur-Tech à Prats-de-Mollo montait depuis 1913 jusqu'à Saint-Laurent-de-Cerdans. Bien que la ligne ait été fermée en 1937, la gare existe toujours. La voie du train a depuis été remplacée par la route.

#### Transports
La ligne 532 (Coustouges - Gare de Perpignan) du réseau régional liO assure la desserte de la commune.

### Risques majeurs
Le territoire de la commune de Saint-Laurent-de-Cerdans est vulnérable à différents aléas naturels : inondations, climatiques (grand froid ou canicule), feux de forêts, mouvements de terrains et séisme (sismicité moyenne). Il est également exposé à un risque particulier, le risque radon,.

#### Risques naturels
Certaines parties du territoire communal sont susceptibles d’être affectées par le risque d’inondation par crue torrentielle de cours d'eau du bassin du Tech.
Les mouvements de terrains susceptibles de se produire sur la commune sont soit des mouvements liés au retrait-gonflement des argiles, soit des glissements de terrains, soit des chutes de blocs, soit des effondrements liés à des cavités souterraines. Une cartographie nationale de l'aléa retrait-gonflement des argiles permet de connaître les sols argileux ou marneux susceptibles vis-à-vis de ce phénomène. L'inventaire national des cavités souterraines permet par ailleurs de localiser celles situées sur la commune.
Ces risques naturels sont pris en compte dans l'aménagement du territoire de la commune par le biais d'un plan de prévention des risques inondations et mouvements de terrains.

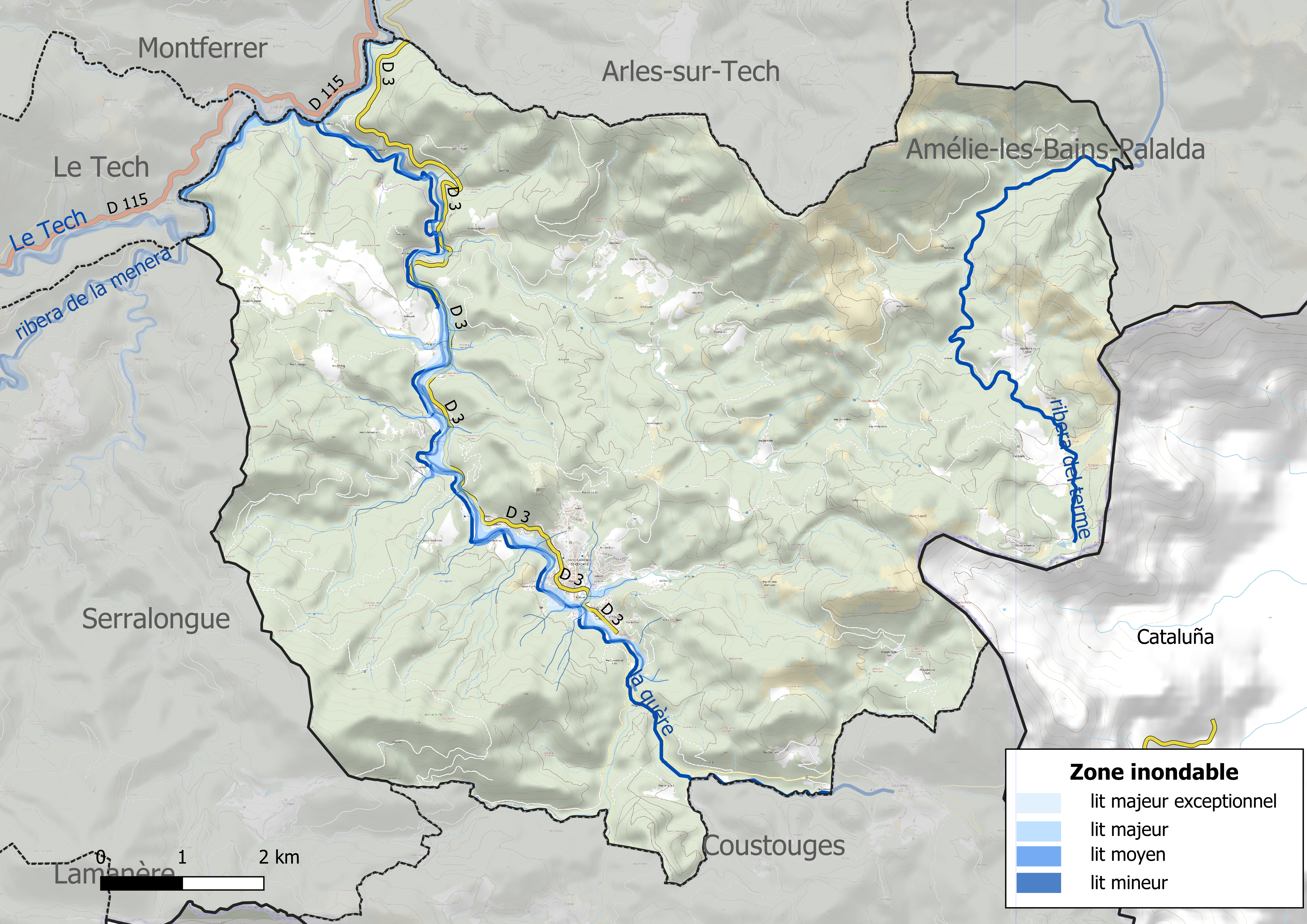
Carte des zones inondables.
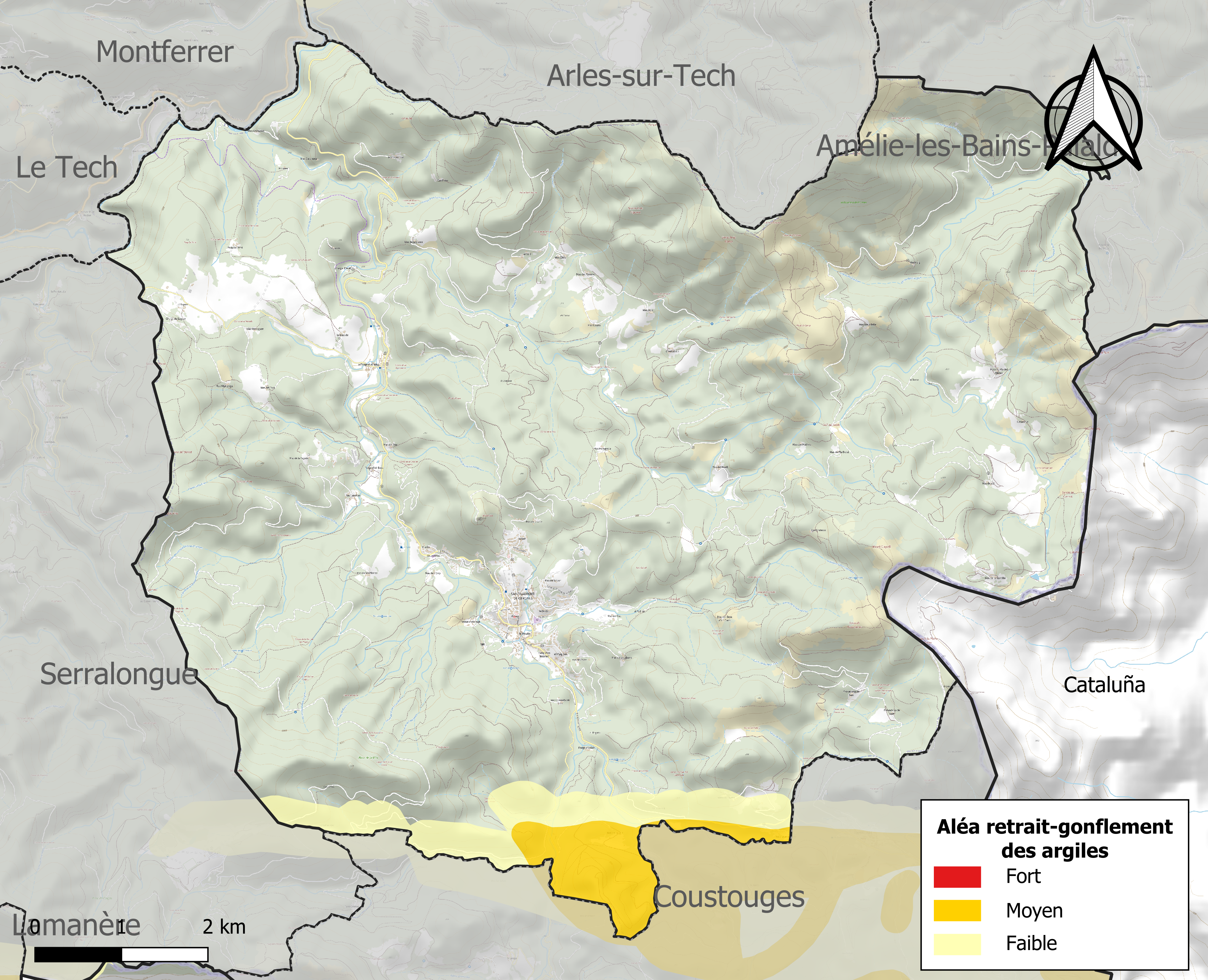
Carte des zones d'aléa retrait-gonflement des argiles.

#### Risque particulier
Dans plusieurs parties du territoire national, le radon, accumulé dans certains logements ou autres locaux, peut constituer une source significative d’exposition de la population aux rayonnements ionisants. Toutes les communes du département sont concernées par le risque radon à un niveau plus ou moins élevé. Selon la classification de 2018, la commune de Saint-Laurent-de-Cerdans est classée en zone 3, à savoir zone à potentiel radon significatif.

## Toponymie
En catalan, le nom de la commune est Sant Llorenç de Cerdans.

## Histoire
Le lieu-dit de Cerdans n'apparaît qu'en 1168 dans l'expression « Le Mas de Cerdans ». En effet, Saint-Laurent-de-Cerdans n'était encore qu'un mas doté d'une église, l'église Saint-Laurent. Le village faisait partie de la paroisse de Sainte-Marie de Coustouges, laquelle dépendait dès 1011 de l'abbaye d'Arles.
Aux XVIIe et XVIIIe siècles, la situation frontalière du village en fait une zone d'échanges.. illégaux. C'est grâce à la contrebande que vont se développer les industries de l'espadrille et du tissu, industries qui fleurirent jusqu'en 1950.

## Politique et administration

### Liste des maires

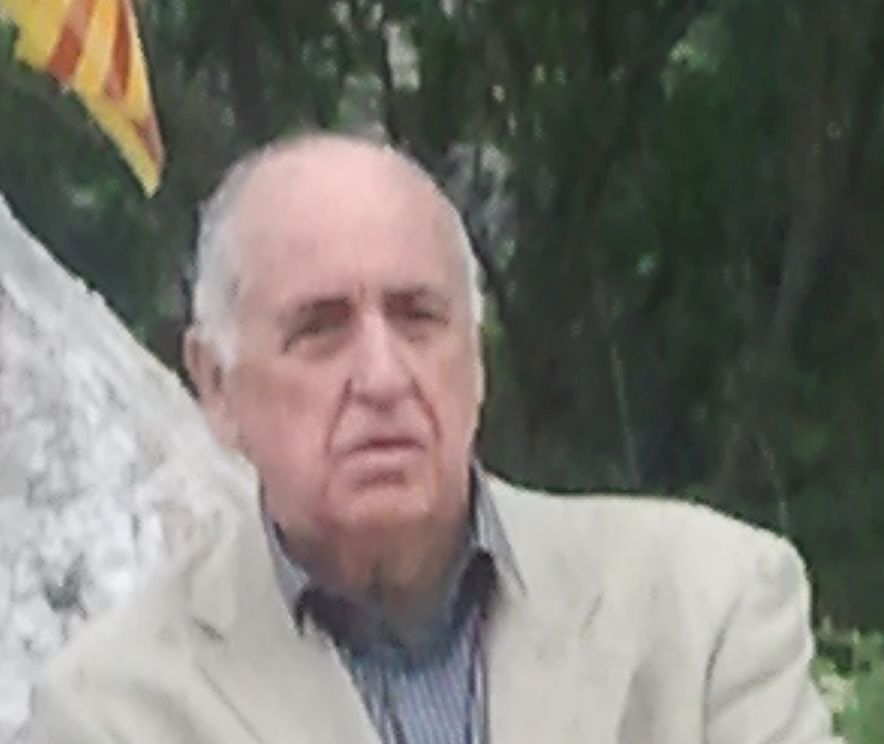
Le maire Louis Caseilles

| Période   | Période   | Identité           | Étiquette | Qualité                                                                                                  |
| --------- | --------- | ------------------ | --------- | --- |
| 1944      | 1947      | Guillaume Saquer   | SFIO      | Nommé par le comité départemental de libération.                                                         |
| 1947      | mars 1971 | Guillaume Julia    | PCF       | Cousin du précédent, conseiller général du Canton de Prats-de-Mollo-la-Preste (1949-1955) et (1959-1973) |
| mars 1971 | mars 1977 | Dr Henri Rosé      | DVD       | |
| mars 1977 | juin 1995 | Pierre Reynaud     | PS        | |
| juin 1995 | 1998      | Jean-Jacques Ramon | DVD       | |
| mars 2001 | mars 2008 | Isabelle Quintane, | PCF       | |
| mars 2008 | mars 2014 | Jacques Roitg      | SE        | |
| mars 2014 | En cours  | Louis Caseilles    | PS        | Maire de Toulouges de 1977 à 2014                                                                        |

### Jumelages
- Langendorf,  Allemagne[37]
- Tortellà,  Catalogne

## Population et société

### Démographie ancienne
La population est exprimée en nombre de feux (f) ou d'habitants (H).
| 1358 | 1365 | 1378 | 1424 | 1470 | 1515 | 1553 | 1709  | 1720  |
| ---- | ---- | ---- | ---- | ---- | ---- | ---- | ----- | ----- |
| 56 f | 42 f | 56 f | 56 f | 21 f | 22 f | 20 f | 180 f | 124 f |

| 1730  | 1765    | 1767    | 1774  | 1789  | 1790    | - | - | - |
| ----- | ------- | ------- | ----- | ----- | ------- | - | - | - |
| 251 f | 1 000 H | 1 747 H | 300 f | 304 f | 1 741 H | - | - | - |

### Démographie contemporaine
L'évolution du nombre d'habitants est connue à travers les recensements de la population effectués dans la commune depuis 1793. Pour les communes de moins de 10 000 habitants, une enquête de recensement portant sur toute la population est réalisée tous les cinq ans, les populations de référence des années intermédiaires étant quant à elles estimées par interpolation ou extrapolation. Pour la commune, le premier recensement exhaustif entrant dans le cadre du nouveau dispositif a été réalisé en 2004.

En 2022, la commune comptait 1 020 habitants, en évolution de −9,33 % par rapport à 2016 (Pyrénées-Orientales : +3,92 %, France hors Mayotte : +2,11 %).
| 1793  | 1800  | 1806  | 1821  | 1831  | 1836  | 1841  | 1846  | 1851  |
| ----- | ----- | ----- | ----- | ----- | ----- | ----- | ----- | ----- |
| 1 130 | 1 157 | 1 728 | 1 769 | 2 130 | 2 431 | 2 437 | 2 672 | 2 422 |

| 1856  | 1861  | 1866  | 1872  | 1876  | 1881  | 1886  | 1891  | 1896  |
| ----- | ----- | ----- | ----- | ----- | ----- | ----- | ----- | ----- |
| 2 122 | 2 173 | 2 081 | 2 277 | 2 362 | 2 390 | 2 521 | 2 722 | 2 803 |

| 1901  | 1906  | 1911  | 1921  | 1926  | 1931  | 1936  | 1946  | 1954  |
| ----- | ----- | ----- | ----- | ----- | ----- | ----- | ----- | ----- |
| 2 816 | 3 023 | 3 022 | 2 599 | 2 677 | 2 688 | 2 530 | 2 275 | 2 212 |

| 1962  | 1968  | 1975  | 1982  | 1990  | 1999  | 2004  | 2006  | 2009  |
| ----- | ----- | ----- | ----- | ----- | ----- | ----- | ----- | ----- |
| 2 064 | 1 992 | 1 807 | 1 607 | 1 489 | 1 218 | 1 267 | 1 299 | 1 281 |

| 2014  | 2019  | 2022  | - | - | - | - | - | - |
| ----- | ----- | ----- | - | - | - | - | - | - |
| 1 142 | 1 044 | 1 020 | - | - | - | - | - | - |

| selon la population municipale des années : | 1968 | 1975 | 1982 | 1990 | 1999 | 2006 | 2009 | 2013 |
| Rang de la commune dans le département      | 27   | 36   | 47   | 56   | 67   | 68   | 70   | 80   |
| Nombre de communes du département           | 232  | 217  | 220  | 225  | 226  | 226  | 226  | 226  |

### Manifestations culturelles et festivités
- Fêtes patronales : 10 août et 8 septembre[45] ;
- Fêtes communales : Pâques, Pentecôte et 10 août[45] ;
- Fête de l'ours : Chandeleur (2 février)[45] ;
- Foire : 3e dimanche de Carême[45].

## Économie

### Revenus
En 2018, la commune compte 414 ménages fiscaux, regroupant 804 personnes. La médiane du revenu disponible par unité de consommation est de 19 140 € (19 350 € dans le département).

### Emploi
|                | 2008   | 2013   | 2018   |
| -------------- | ------ | ------ | ------ |
| Commune        | 6 %    | 9,7 %  | 14 %   |
| Département    | 10,3 % | 12,9 % | 13,3 % |
| France entière | 8,3 %  | 10 %   | 10 %   |

En 2018, la population âgée de 15 à 64 ans s'élève à 516 personnes, parmi lesquelles on compte 64,4 % d'actifs (50,4 % ayant un emploi et 14 % de chômeurs) et 35,6 % d'inactifs,. En  2018, le taux de chômage communal (au sens du recensement) des 15-64 ans est supérieur à celui du département et de la France, alors qu'en 2008 la situation était inverse.
La commune est hors attraction des villes,. Elle compte 230 emplois en 2018, contre 299 en 2013 et 291 en 2008. Le nombre d'actifs ayant un emploi résidant dans la commune est de 270, soit un indicateur de concentration d'emploi de 85,2 % et un taux d'activité parmi les 15 ans ou plus de 36,2 %.
Sur ces 270 actifs de 15 ans ou plus ayant un emploi, 167 travaillent dans la commune, soit 62 % des habitants. Pour se rendre au travail, 71,9 % des habitants utilisent un véhicule personnel ou de fonction à quatre roues, 1,9 % les transports en commun, 17,1 % s'y rendent à deux-roues, à vélo ou à pied et 9,1 % n'ont pas besoin de transport (travail au domicile).

### Activités hors agriculture

#### Secteurs d'activités
63 établissements sont implantés  à Saint-Laurent-de-Cerdans au 31 décembre 2019. Le tableau ci-dessous en détaille le nombre par secteur d'activité et compare les ratios avec ceux du département,.
| Secteur d'activité                                                                                        | Commune | Commune | Département |
| Secteur d'activité                                                                                        | Nombre  | %       | %           |
| --- | ------- | ------- | ----------- |
| Ensemble                                                                                                  | 63      | 100 %   | (100 %)     |
| Industrie manufacturière, industries extractives et autres                                                | 9       | 14,3 %  | (8,7 %)     |
| Construction                                                                                              | 9       | 14,3 %  | (14,3 %)    |
| Commerce de gros et de détail, transports, hébergement et restauration                                    | 20      | 31,7 %  | (30,5 %)    |
| Information et communication                                                                              | 1       | 1,6 %   | (1,9 %)     |
| Activités financières et d'assurance                                                                      | 1       | 1,6 %   | (3 %)       |
| Activités immobilières                                                                                    | 2       | 3,2 %   | (6,2 %)     |
| Activités spécialisées, scientifiques et techniques et activités de services administratifs et de soutien | 8       | 12,7 %  | (13 %)      |
| Administration publique, enseignement, santé humaine et action sociale                                    | 7       | 11,1 %  | (13,9 %)    |
| Autres activités de services                                                                              | 6       | 9,5 %   | (8,5 %)     |

Le secteur du commerce de gros et de détail, des transports, de l'hébergement et de la restauration est prépondérant sur la commune puisqu'il représente 31,7 % du nombre total d'établissements de la commune (20 sur les 63 entreprises implantées à Saint-Laurent-de-Cerdans), contre 30,5 % au niveau départemental.

#### Entreprises et commerces
Les deux entreprises ayant leur siège social sur le territoire communal qui génèrent le plus de chiffre d'affaires en 2020 sont : 
- Pole Altitude, autres activités récréatives et de loisirs (75 k€)
- Quatro, commerce de gros (commerce interentreprises) d'autres biens domestiques (63 k€)

Fabrication de sandales. On peut visiter la fabrique de l'Union sandalière (société coopérative de production).

### Agriculture
|               | 1988 | 2000 | 2010 | 2020 |
| ------------- | ---- | ---- | ---- | ---- |
| Exploitations | 195  | 66   | 21   | 6    |
| SAU (ha)      | 944  | 490  | 271  | 207  |

La commune est dans les « Vallespir et Albères », une petite région agricole située dans le sud du département des Pyrénées-Orientales. En 2020, l'orientation technico-économique de l'agriculture  sur la commune est la polyculture et/ou le polyélevage. Six exploitations agricoles ayant leur siège dans la commune sont dénombrées lors du recensement agricole de 2020 (195 en 1988). La superficie agricole utilisée est de 207 ha,,.

## Culture locale et patrimoine

### Monuments et lieux touristiques

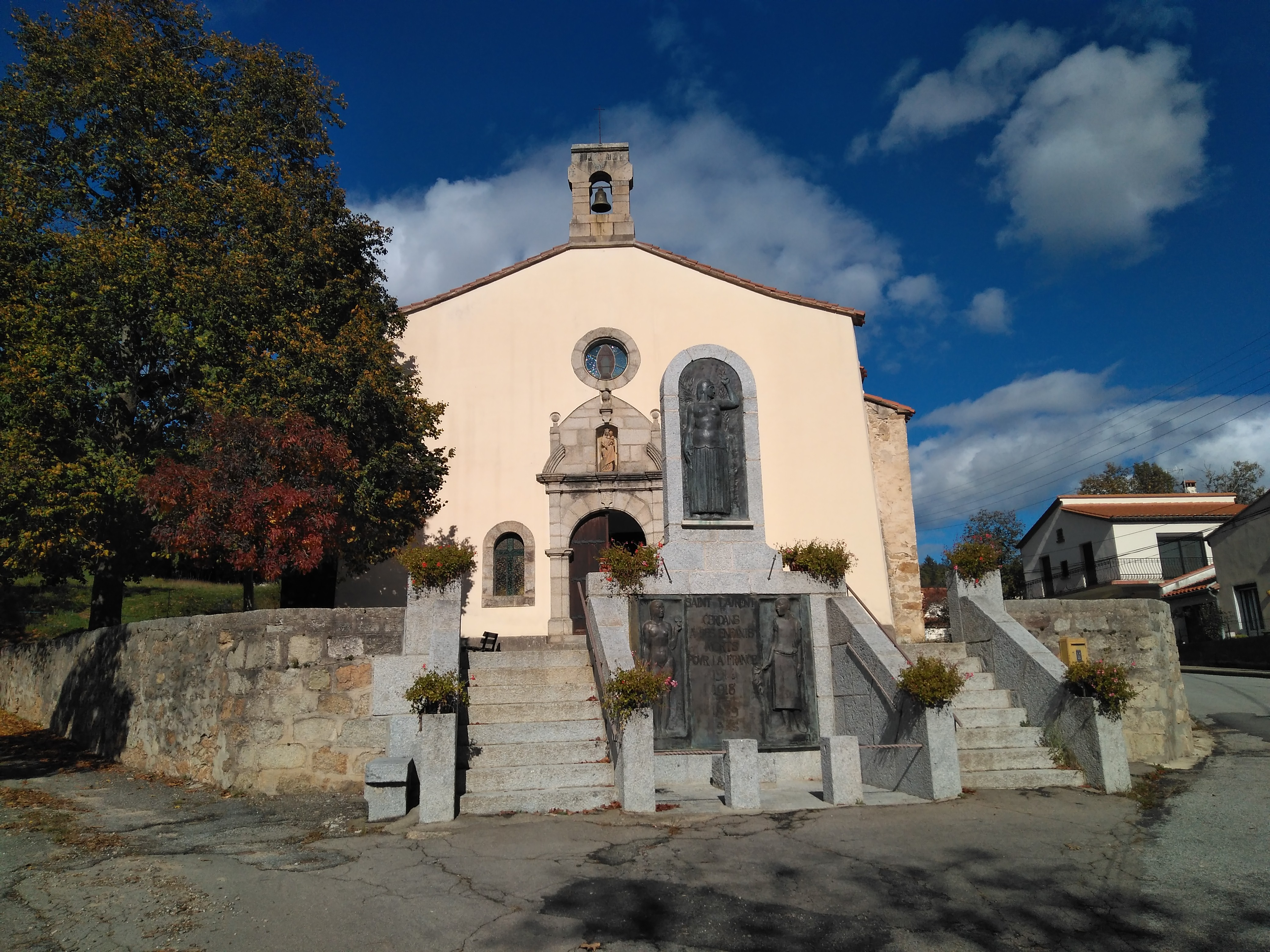
Chapelle Notre-Dame-de-la-Sort

Les lieux notables de Saint-Laurent-de-Cerdans sont les suivants :
- Mas de Crémadells ( Inscrit MH (1988)), des XVIIe et XVIIIe siècles, et ruines de sa chapelle de 1664 ;
- Château de l'Ille, du XIXe siècle ;
- Église paroissiale Saint-Laurent, du XIXe siècle ;
- Chapelle Notre-Dame-de-la-Sort, de 1691 et 1755 ;
- Chapelle Saint-Pierre du mas Cremadells ;
- Ruines de la chapelle de la Muga de Dalt.

### Patrimoine culturel

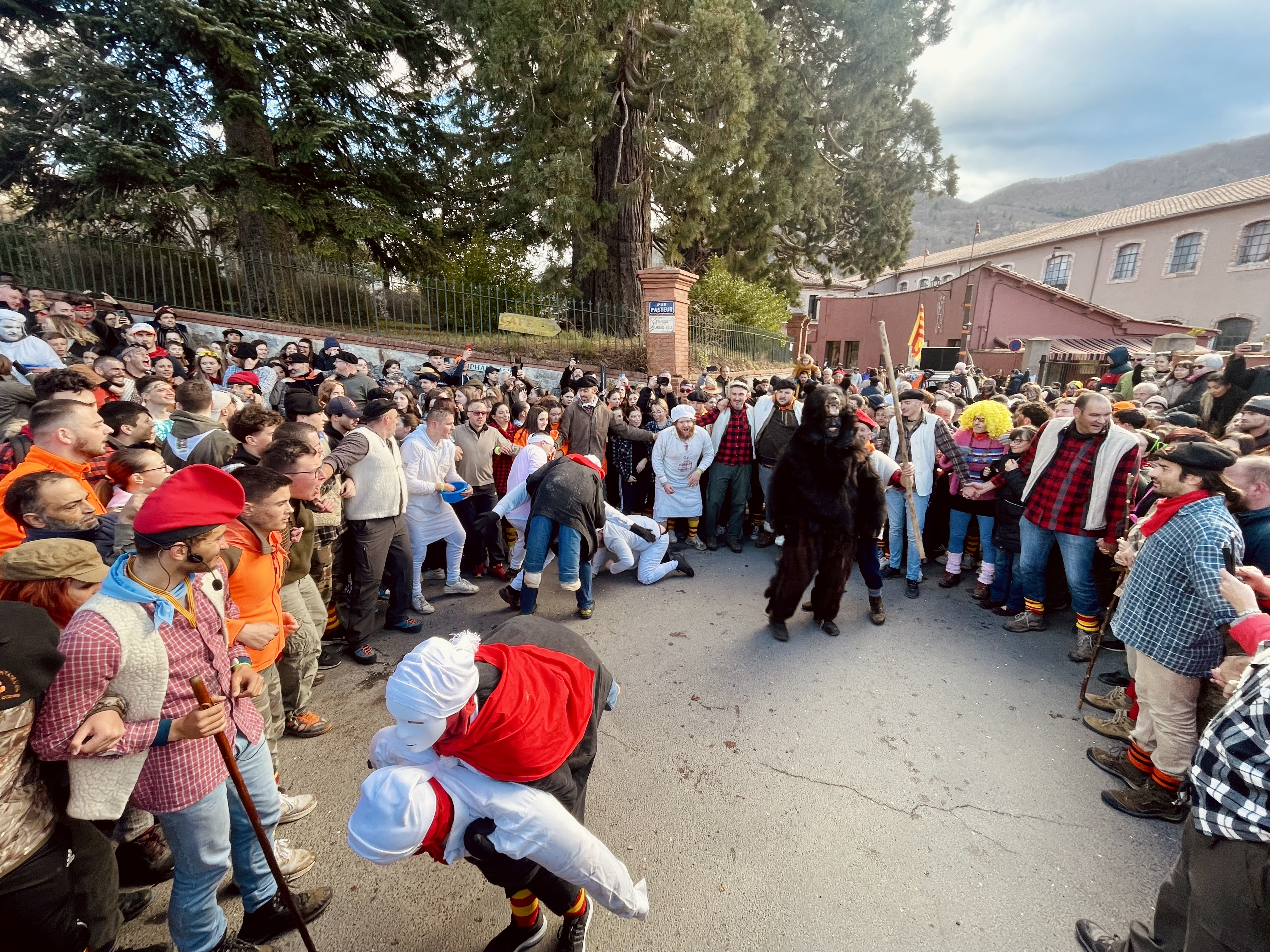
La Fête de l'Ours (Festa de l'Os) de Saint-Laurent

- La Fête de l'Ours (Festa de l'Os) de Saint-LaurentMusée d'art et traditions populaires avec une grande salle consacrée à l'industrie de l'espadrille (reconstitution d'une usine de 1929) et une salle consacrée à la « Retirada » (fuite des espagnols républicains en 1939). Dans le même bâtiment se trouve l'office du tourisme et un petit cinéma. Cliquez pour accéder à la visite virtuelle de la maison du patrimoine et de la mémoire André Abet.
- Usine d'espadrille « Création Catalane »[50]
- Usine Les Toiles du Soleil. Tissés sur des métiers anciens, les textiles catalans des Toiles du Soleil se vendent jusque dans les boutiques de luxe de Tokyo.

### Personnalités liées à la commune
- Jean Lannes (1769-1809) : militaire français, un temps en poste à Saint-Laurent-de-Cerdans ;
- Laurent Garcias (1779-1859) : homme politique né à Saint-Laurent-de-Cerdans ;
- Jean Forné (1829-1912) : homme politique né à Saint-Laurent-de-Cerdans.
- Guillaume Julia (1900-1976) : militant, homme politique et ancien maire de la commune, né à Saint-Laurent-de-Cerdans ;

### Culture populaire

#### Cinéma
Films tournés en partie à Saint-Laurent-de-Cerdans :
- 1959 : Le Bossu[51] ;
- 1989 : La Fille des collines[réf. nécessaire]

#### Bande dessinée
Dans un gag de la bande dessinée Gaston Lagaffe, Fantasio remercie au nom de la rédaction "Bruno et Anne-Marie de Saint Laurent de Cerdans [sic], Pyrénées-Orientales, un pays spécialisé dans la fabrication des espadrilles... Ils ont trouvé que celles de Gaston devenaient minables et lui ont envoyé deux paires (...) d'espadrilles neuves."